# Беренд, Густав
Густав Беренд (нем. Gustav Behrend; 1847—1925) — немецкий медик, дерматолог и венеролог; профессор Берлинского университета.

## Биография
Густав Беренд родился 10 января 1847 года в прусском городе  Нойштеттине (ныне Щецинек, Польша).
Изучал медицину в Берлинском университете и в 1870 году стал доктором медицины. Во время Франко-прусской войны служил в столичном резервном лазарете.
В 1881 году Беренд был назначен должность приват-доцента Берлинского университета по кожным болезням и сифилису, а в 1897 году получил звание профессора. 
С 1891 года был заведующим городской поликлиникой половых болезней.
Согласно статье одного из основоположников российской сексопатологии Людвига Якобзона, наиболее крупный научный труд Густава Беренда: «Lehrbuch der Hautkrankheiten» изданный в Берлине в 1883 году. Помимо него учёным было написано более пятидесяти работ по его специальности, напечатанных в различных периодических медицинских изданиях. им также был написан ряд специализированных статей для энциклопедии Альберта Эйленбурга.
Густав Беренд скончался в 1925 году.

## Избранная библиография
- «Erythema exsudativum universale» (1877),
- «Ueber Pityriasis»;
- «Zur Lehre von der Vererbung der Syphilis» (1881);
- «Ueber Komplication von Impetigo contagiosa und Herpes tonsurans» (1884);
- «Trychomycosis nodosa, Piedra» (1890).